# Rune Allan
Rune Allan, egentligen Gustafsson, född 4 augusti 1920 i Röinge i Stoby församling i Kristianstads län, död 16 september 2002 i Sölvesborg i Blekinge län, var en svensk konstnär.
Allan studerade konst via korrespondenskurser från Hermods, NKI-skolan och ABC-skolan samt under självstudier. Han medverkade i ett stort antal samlingsutställningar. Hans konst består av stilleben, helfigursporträtt och landskap. På STU:s rekommendation gav han ut boken Matematiskt Färg-notsystem och senare kom även Grundlektion i konstens form och färgfunktion  1986. Han signerade sina verk Rune Allan. Han är gravsatt i minneslunden på Kiaby kyrkogård.